# Мансуров, Александр Павлович (1751)
Алекса́ндр Па́влович Мансу́ров (1751—до 1810) — генерал-лейтенант русской императорской армии, участник Швейцарского похода и боя за Чёртов мост.
Унаследовал обширные владения своего отца Павла Дмитриевича Мансурова в Оренбургской губернии. Основал на них ряд новых поселений, среди которых получившая его имя Александровка (Бурунча).

## Военная карьера
Командовал Уфимским мушкетёрским полком до 24 декабря 1797 года, когда был назначен шефом Орловского мушкетерского полка с чином генерал-майора. В составе полка принимал участие в итальянском и швейцарском походах Суворова.
Пройдя Сен-Готард, полк Мансурова следовал по горному хребту в обход левого фланга неприятеля. Вместе с Милорадовичем его отрядили к Чёртову мосту с тем, чтобы перейти по мосту на левую сторону Рёйса. Найдя одну из его арок разрушенной и быв внезапно встречены пальбой засевших за грудами камней французских стрелков, люди Мансурова остановились на краю пропасти. После форсирования реки генерал-майор Мансуров при содействии генерал-майора Каменского 2-го, обошедшего французские войска влево через горы, обратил их в бегство по направлению к Вазену. По возвращении в Россию 15 декабря 1799 года был произведён в генерал-лейтенанты и через несколько дней, 18 декабря, был по прошению уволен в отставку с сохранением мундира.

## Частная жизнь
Мансуров подолгу жил в южноуральском имении Спасское (Мансурово), где «до недавнего времени сохранялся помещичий дом и некоторые постройки усадьбы, стараниями краеведа М. М. Чумакова был создан музей». Сохранилась церковь, построенная иждивением Мансурова.
В воспоминаниях С. Т. Аксакова, «Семейной хронике» и «Детских годах Багрова-внука», неоднократно упоминаются как сам генерал Мансуров, так и его вторая жена Анна Николаевна, урождённая Булгакова. Описана привязанность «довольно толстого генерала» к охоте и рыбной ловле: «Без А. П. Мансурова, этого добрейшего и любезнейшего из людей, охоты не клеились».
Его сын Николай Александрович (1792-1862)участвовал в Хивинском походе графа В. А. Перовского. Вышел в отставку в чине генерал-майора. Состоял начальником 309-й дружины государственного подвижного ополчения Оренбургской губернии.
Одна из дочерей, Варвара, после смерти первого мужа (полковника Габбе Василия Андреевича 1777-1814) стала женой генерал-лейтенанта Николая Васильевича Балкашина. Другая дочь, Софья, вышла замуж за оренбургского доктора Эдуарда Эверсмана.